# Larghezza di banda

Un diagramma della larghezza di banda di un filtro passa banda, che mostra il concetto di larghezza di banda a −3 dB, con un guadagno approssimativo di 0.707. L'asse orizzontale della frequenza può essere in scala lineare oppure in scala logaritmica.

Nell'ambito delle telecomunicazioni per larghezza di banda si intende la misura dell'ampiezza di una porzione dello spettro dei segnali.
Si misura in hertz e può essere usata per valutare:
- la larghezza di banda di un segnale informativo trasmesso dalla banda passante disponibile o utilizzata in un canale di comunicazione;
- la banda di lavoro di un certo sistema fisico in relazione alla sua risposta in frequenza.

La sua importanza in telecomunicazioni è legata al fatto che essa è a sua volta strettamente legata alla velocità di trasmissione dei dati: la quantità di informazione trasmissibile sul canale è infatti strettamente collegata all'intervallo di frequenze utilizzato nella trasmissione in base al teorema del campionamento di Nyquist-Shannon.

## Descrizione
Nel caso delle comunicazioni analogiche, la banda si misura in modo indiretto, ed è data dall'intervallo di frequenze occupato dal segnale (per esempio, una comunicazione telefonica analogica occupa le frequenze che vanno da 300 a 3 400 Hz, quindi ha una larghezza di banda di 3 100 Hz ovvero la differenza fra 3 400 Hz e 300 Hz). Nel caso delle comunicazioni digitali la capacità di trasporto di un canale è misurata in bit al secondo e suoi multipli (kbit/s, Mbit/s, ecc.), e dipende direttamente dalla banda in hertz del collegamento analogico fisico su cui è realizzata la comunicazione digitale. 
Dal punto di vista della nomenclatura, la banda di un sistema è una grandezza fisica che si misura in hertz. Se questo sistema viene usato per trasportare un segnale digitale, la velocità del sistema digitale, misurata in bit/s, è chiamata capacità. Nella pratica comune tuttavia i termini banda e capacità sono considerati intercambiabili, in quanto la capacità è direttamente proporzionale alla banda.
Nell'ambito delle reti di telecomunicazioni per banda di un canale di comunicazione qualsiasi si intende direttamente la sua massima velocità di trasmissione, cioè la massima quantità di informazione che esso può trasmettere nell'unità di tempo (massima banda disponibile); nell'ambito della trasmissione di un segnale qualsiasi si intende invece la minima velocità di trasmissione necessaria perché possa essere trasmesso senza errori o distorsione (minima banda necessaria). Nel caso delle comunicazioni digitali il concetto è, come già detto, semplice: nel caso analogico invece il significato di banda è più articolato e ha a che fare con i limiti di frequenza e con il rumore di fondo.
Quando la quantità di informazione trasferita è sufficientemente ampia e soddisfa la fruizione di numerosi servizi da parte dell'utente, quali ad esempio quelli di tipo multimediale, si parla comunemente di banda larga.

## Banda passante
In elettronica ci si riferisce comunemente alla banda nel senso di banda passante, cioè l'intervallo di frequenze che un dato segnale contiene, o che un dato apparecchio è in grado di trattare. Per convenzione, le frequenze di taglio di un dispositivo elettronico, sia attivo sia passivo, sono le frequenze alle quali dato un livello in ingresso, la potenza utile del segnale in uscita al dispositivo in esame viene ridotta al 50% del massimo ottenuto con quel livello di ingresso. Per poter comprendere meglio il concetto elettronico di banda passante è bene avere chiare le formule relative al calcolo dei riferimenti. Poiché dal punto di vista pratico non è sempre possibile effettuare misure di potenza, si ricorre a misure di tensione, corrente e resistenza, dalle quali eventualmente si ricava la potenza. La potenza si può calcolare in base a tre formule legate tra loro dall'effetto Joule e dalla legge di Ohm:
{\displaystyle P=VI}
{\displaystyle P=RI^{2}}
{\displaystyle P={\frac {V^{2}}{R}}}
Ad esempio, per caratterizzare la risposta in frequenza di un amplificatore audio si possono usare un carico passivo (come una resistenza di potenza, di valore resistivo pari al carico ammesso dall'amplificatore e di potenza pari ad almeno 1,5 volte la potenza massima dell'amplificatore, in modo da evitare un eccessivo surriscaldamento del carico per effetto Joule), un generatore sinusoidale con frequenza e tensione regolabili e un oscilloscopio. In fase di collaudo, sono ovviamente note la resistenza {\displaystyle R} del carico e la tensione {\displaystyle V} di volta in volta presente ai suoi capi, visualizzata sull'oscilloscopio. Sapendo che {\displaystyle R} è fissa, l'unico modo per ottenere una potenza pari alla metà di quello che sarà il nostro riferimento in collaudo è avere il fattore {\displaystyle V^{2}} pari a 0,5, e il numero che elevato alla seconda dà 0,5 come risultato è 0,707 ({\displaystyle 0{,}707^{2}=0{,}5}), ovvero l'inverso della radice di 2. Quindi, a parità di ampiezza in ingresso e variando la sola frequenza, quando la nostra tensione in uscita scenderà a un valore pari al 70,7% del valore massimo ottenibile relativamente all'ampiezza applicata all'ingresso, avremo trovato la nostra frequenza di taglio a -3 dB.
Per il collaudo vero e proprio, si può procedere come segue:
- applicare un segnale in ingresso all'amplificatore di un valore arbitrario di ampiezza fissa (e mantenerla tale per tutta la durata del collaudo) purché non porti l'amplificatore in condizioni di distorsione;
- partendo ad esempio dall'estremo inferiore della banda audio (lo standard è 20 Hz), salire con la frequenza in ingresso fino all'estremo superiore (lo standard è 20 kHz) fino a trovare la frequenza alla quale l'uscita ha il valore massimo di tensione;
- centrarsi sulla frequenza alla quale l'uscita ha il valore massimo e annotare il valore di tensione in uscita;
- calcolare il 70,7% del valore della tensione di uscita appena annotato, che diventerà il nostro nuovo riferimento di tensione per i -3 dB;
- salire (o scendere) gradualmente con la frequenza in ingresso; alla frequenza alla quale la tensione è scesa al nostro nuovo riferimento per i -3 dB, avremo trovato la frequenza di taglio superiore (o inferiore) dell'amplificatore. La banda passante è la differenza tra la frequenza di taglio superiore e quella inferiore.

Inoltre, la banda effettivamente utilizzata in una comunicazione sarà minore o uguale alla banda passante del canale o del dispositivo di ricezione.

## Banda di un segnale analogico
Per i segnali analogici la banda è l'intervallo di frequenze (dalla minima alla massima) che contengono la maggior parte dell'energia del segnale: in teoria infatti il contenuto di frequenze di un segnale analogico (che non sia costituito da una o più sinusoidi pure) è infinito: perciò la banda da assegnare a un dato segnale è scelta in base a un criterio di tipo utilitaristico (quanto vogliamo che il segnale sia fedele all'originale?) e le parti al di fuori dell'intervallo di frequenza scelto vengono eliminate con dei filtri, esplicitamente o implicitamente.
Per esempio, un segnale audio ha una banda che va da 20 a 20 000 Hz (totale 20 kHz, trascurando il limite inferiore);una trasmittente radio FM ha una banda di 15 kHz, anche se lo spettro di frequenza prodotto dalla modulazione ha armoniche anche molto al di là di questo limite.

## Banda di un segnale digitale
Nel caso di una trasmissione digitale, l'utilizzo di tecniche di codifica di sorgente, ovvero compressione dati, rende possibile l'utilizzo di un'ampiezza di banda in trasmissione minore rispetto a una equivalente trasmissione analogica con risparmio di banda totale disponibile (che è per definizione una risorsa finita) e dunque maggiore efficienza spettrale del sistema di telecomunicazioni.

## Banda di un canale di comunicazione analogico
Nel caso di un canale di comunicazione analogico (cavo coassiale, doppino telefonico, ponte radio, ecc.) la banda passante è determinata dall'intervallo di frequenze che tale canale è in grado di trasmettere efficacemente; sotto questo punto di vista un eventuale segnale a banda spettrale più ampia di quella del canale verrebbe troncato nell'intervallo spettrale consentito dal canale che viene dunque a comportarsi come un comune filtro passa banda. La quantità di informazione che il canale è capace di portare, invece, dipende non solo dalla banda passante ma anche dalla gamma dinamica che il canale è in grado di garantire (vedi oltre).

## Rapporto fra banda digitale e banda analogica
L'equivalenza fra i due tipi di banda è data dall'operazione di campionamento necessaria per trasformare un segnale analogico in uno digitale: per farlo dobbiamo stabilire la frequenza di campionamento e il numero di bit di ciascun campione, stabilendo così una banda digitale "equivalente" a quella analogica. Il teorema del campionamento ci dice che, per poterlo rendere correttamente, un segnale analogico deve essere campionato almeno a una frequenza maggiore del doppio della sua banda passante; per il numero di bit per campione dobbiamo confrontare il rapporto segnale/rumore (che equivale alla sua dinamica) del nostro segnale con la dinamica di campionamento, che è di 6 dB per ogni bit per campione utilizzato, e adottare un numero di bit per campione che ci garantisca una dinamica almeno pari a quella originale. 
Così, per esempio, una conversazione telefonica che ha una banda di 3 100 Hz e un rapporto segnale/rumore di circa 45 dB può venire digitalizzata con 8 bit per campione (48 dB di dinamica) e una frequenza di 6 200 Hz ottenendo una banda digitale di 48,5 kbit/s (tutte le compagnie telefoniche del mondo allocano 4 kHz per ogni canale telefonico analogico: perciò quando si trattò di digitalizzare la rete telefonica analogica, la frequenza di campionamento unanimemente scelta fu di 8 kHz (vedi frequenza di Nyquist), originando quindi una "banda telefonica" mondiale standard di 8 * 8 000 = 64 kbit/s).
Questo risultato sembrerebbe essere in contraddizione con l'esistenza dei modem analogici V90 a 56K: come è possibile che questi possano trasmettere 56 kbit/s attraverso un canale che ne porta solo 48,5? Per capirlo, bisogna prima notare che il collegamento di questi modem è asimmetrico: ricevono dalla centrale telefonica a 56K ma trasmettono a 33,6 kbit/s.
Il "trucco" sta nello sfruttare il convertitore digitale-analogico della centrale telefonica, pilotandolo direttamente dal circuito modulatore e abbassando il rumore di conversione: questo permette di aumentare il rapporto segnale-rumore (ma solo in trasmissione) e quindi la dinamica disponibile.